# Парки и резерваты Клуэйн, Рангел-Сент-Элайас, Глейшер-Бей и Татшеншини-Алсек

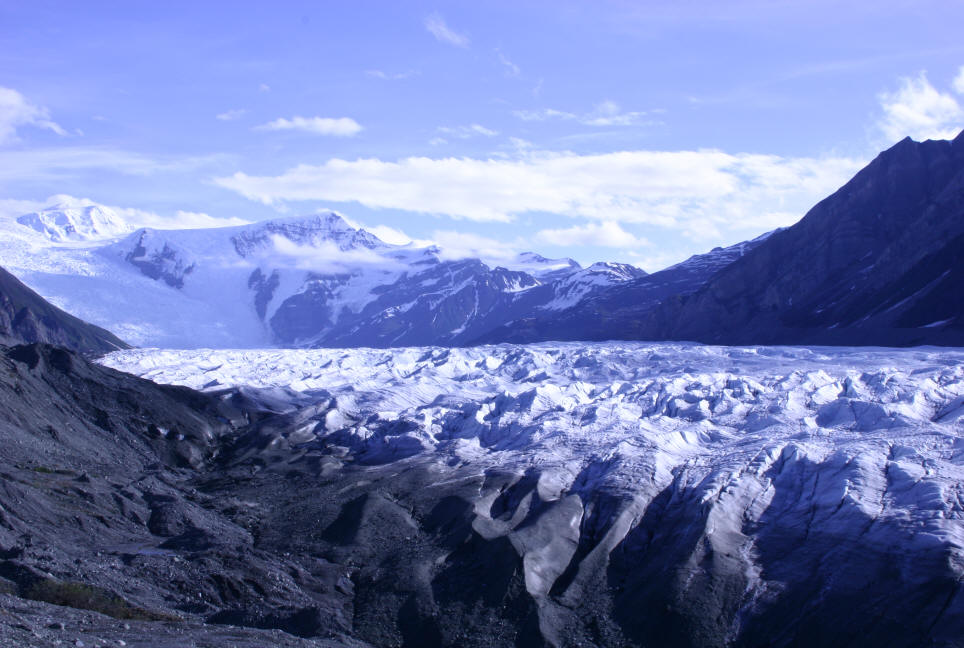
Ледник в национальном парке и заказнике Рангел-Сент-Элайас, Аляска, США

Парки и резерваты Клуэйн, Рангел-Сент-Элайас, Глейшер-Бей и Татшеншини-Алсек (англ. Kluane / Wrangell — St. Elias / Glacier Bay / Tatshenshini-Alsek) — международная система парков, находящаяся в Британской Колумбии (Канада) и штате Аляска (США).
Система занесена в список всемирного наследия ЮНЕСКО в 1979 году из-за впечатляющих ледников и ландшафта ледяных полей, а также из-за важности как местообитания медведей гризли, северных оленей, баранов Далла (тонкорогих баранов). Общая площадь парков и резерватов — свыше 32 000 000 акров.
Здесь находится самое большое в мире неполярное ледниковое поле.

## Парки и резерваты
Парковая система включает в себя парки и резерваты, расположенные в двух странах и трёх административных регионах:
- Национальный парк и заповедник Клуэйн (Канада)
- Национальный парк и заповедник Рангел-Сент-Элайас (США)
- Национальный парк и заповедник Глейшер-Бей (США)
- Провинциальный парк Татшеншини-Алсек (Британская Колумбия, Канада)

### Национальный парк Клуэйн
Национальный парк и парковая резервация Клуэйн (англ. Kluane National Park and Reserve, фр. Parc national et réserve de parc national de Kluane) расположен на юго-западе канадской территории Юкон, на границе с Британской Колумбией и Аляской. Территория парка охватывает 22 013 км² (8,499 квадратных миль).
На территории парка более 10 000 лет жили индейские племена южных тутчон. Культура индейцев тесно переплетается с природными особенностями региона. Из поколения в поколение в устной традиции передаётся информация о сезонных колебаниях температуры, изменениях численности животных, способах адаптации. Южные тутчоне занимались торговлей с береговыми тлингитами, которая только усилилась с появлением европейцев. В 1903 году на территории парка была небольшая золотая лихорадка, связанная с обнаружением золота в ручьях Шип-Крик (англ. Sheep Creek) и Буллион-Крик (англ. Bullion Creek).
Идея создания парка возникла после строительства аляскинской трассы через этот регион в 1942 году. В 1943 году на территории был создан заповедник дикой природы, а местные общины выселены за его пределы. В 1972 году завершились работы по созданию национального парка и резервации, что предполагало включение индейских поселений. В 1995 году было подписано соглашение с общиной Шампейн и Эйшихик, в 2004 году было подписано соглашение с общиной Клуэйн. В настоящее время индейские общины участвуют в управлении парком.

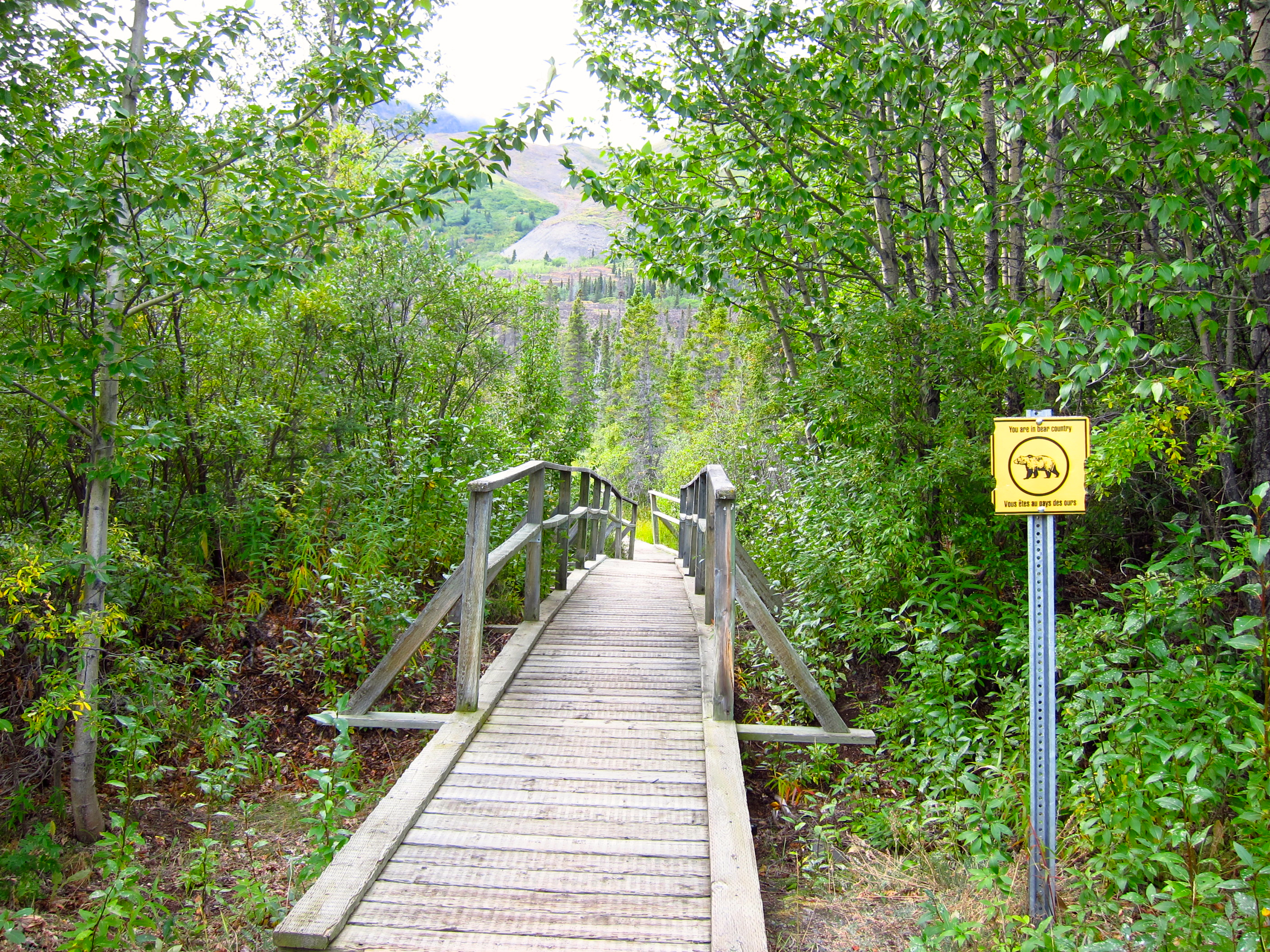
Вход на ледниковую тропу.

Название парка пошло от названия озера Клуэйн, которое является самым крупным озером Юкона. В озере водится много рыбы, что отражено в названии. Клуэйн, которое должно произноситьсяя клуони, означает озеро, где много рыбы. С середины мая до середины сентября на озере Кэслин работает зона дневного использования катером, площадками для пикников и кемпингов расположена. Пешие прогулки — это популярное занятие по таким тропам, как озеро Св. Ильи, Муш-Лейк Роуд, Шорти-Крик, Коттонвуд, Рок Глэсир, Кингс Сроун, Кокани, Ауриол, Дезадеаш Ривер Трэил, Алсек Трэил, Шип Крик Трэил, Баллион Плато Трэил, Слимс Вест или Солдерс Саммит. Также доступны в парке сплав по реке Алсек (река канадского природного наследия), катание на горных велосипедах по старым горным дорогам, катание на лошадях через перевал Алсек, катание на лодках по озёрам Кэтлин и Муш и рыбалка.
В парке находятся самые высокие и массивные горы Канады (горы Святого Ильи), включая гору Логан — высшую точку страны (5 959 м или 19 551 футов) и гору Кеннеди. Горы и ледники доминируют над ландшафтом парка, покрывая 83 % его площади. Около половины площади парка занимают ледники, являясь самым крупным скоплением льдов за пределами полярных зон. Из-за значительных размеров, перепадов высот и близости океана климат на территории парка очень разнообразен. Континентальный климат на большей части парка обусловлен горами Святого Ильи. Южная часть парка, подверженная влиянию океана, обычно испытывает большие температуры и количество осадков.

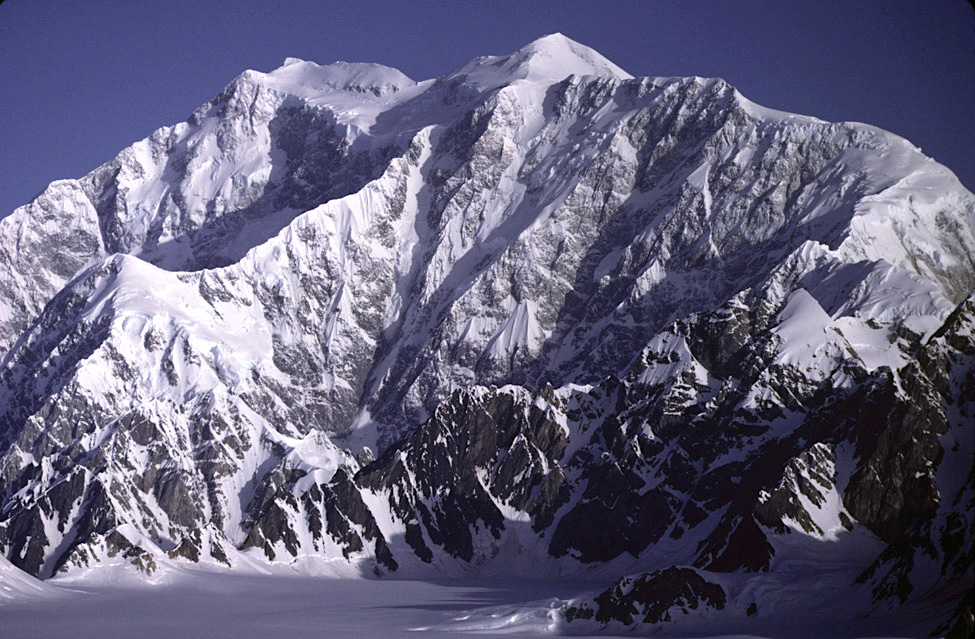
Гора Логан

Парк охраняет природную зону северной части Береговых гор (англ. Northern Coastal Mountains Natural Region), экозоны арктических Кордильер и побережья Тихого океана. Флора парка представлена видами, характерными для океанического побережья, западных гор, северных прерий и степей. К востоку от массивных гор и ледников климат холоднее и суше, чем в западной и южной частях парка. Деревья растут только на самых низких отметках парка. Склоны гор и низкие долины покрыты лесами, включающими деревья белая ель, осина, индейский бальзамический тополь и др. Леса заканчиваются на уровне 1050—1200 метров, выше которых можно встретить только иву, ольху и карликовую берёзу. На уровне выше 1400 метров начинается представленная более чем 200 видами альпийская тундра. Цветущие летние луга представлены арктическим маком, камнеломкой, горным вереском и бесстебельной смолёвкой.
На территории парка водится большое количество млекопитающих, включая баранов, горных козлов, карибу (по переписи 2009 года в парке обитают 181 северных горных карибу), гризли, чёрных медведей, волков, росомах, ондатр, норок, сурков, рысей, койотов, бобров и т. д. Кроме того водится более 150 видов птиц.

### Национальный парк и заказник Рангел-Сент-Элайас
Национальный парк и заказник Рангел-Сент-Элайас (Врангеля и святого Ильи) расположен на юго-востоке штата Аляска. Основан 2 декабря 1980 года в соответствии с Законом об охране национальных интересов Аляски. Это наибольший по площади национальный парк в США, занимающий более 53 321 км², на его территории находится вторая по высоте гора США — гора Святого Ильи (5489 м). Национальный парк граничит с национальным парком Клуэйн в Канаде. В парке очень холодные длинные зимы и короткий летний сезон. Почти 66 % парка и заказника обозначены как дикая природа .
Главное различие между парком и заказником состоит в том, что спортивная охота в парке запрещена и разрешена в заказнике. В парк можно попасть по автомобильной дороге от ближайшего города Анкоридж. Две гравийные дороги проходят сквозь парк, позволяя устраивать кемпинги и привлекая туристов. В 2007 году парк посетило 61 085 туристов. В 2018 году — 79 450 посетителей.
В центре парка, рудник Кеннекотт, эксплуатировавший одно из самых богатых в мире месторождений меди с 1903 по 1938 год. Заброшенные шахтные здания и мельницы представляют собой Национальный исторический памятник.

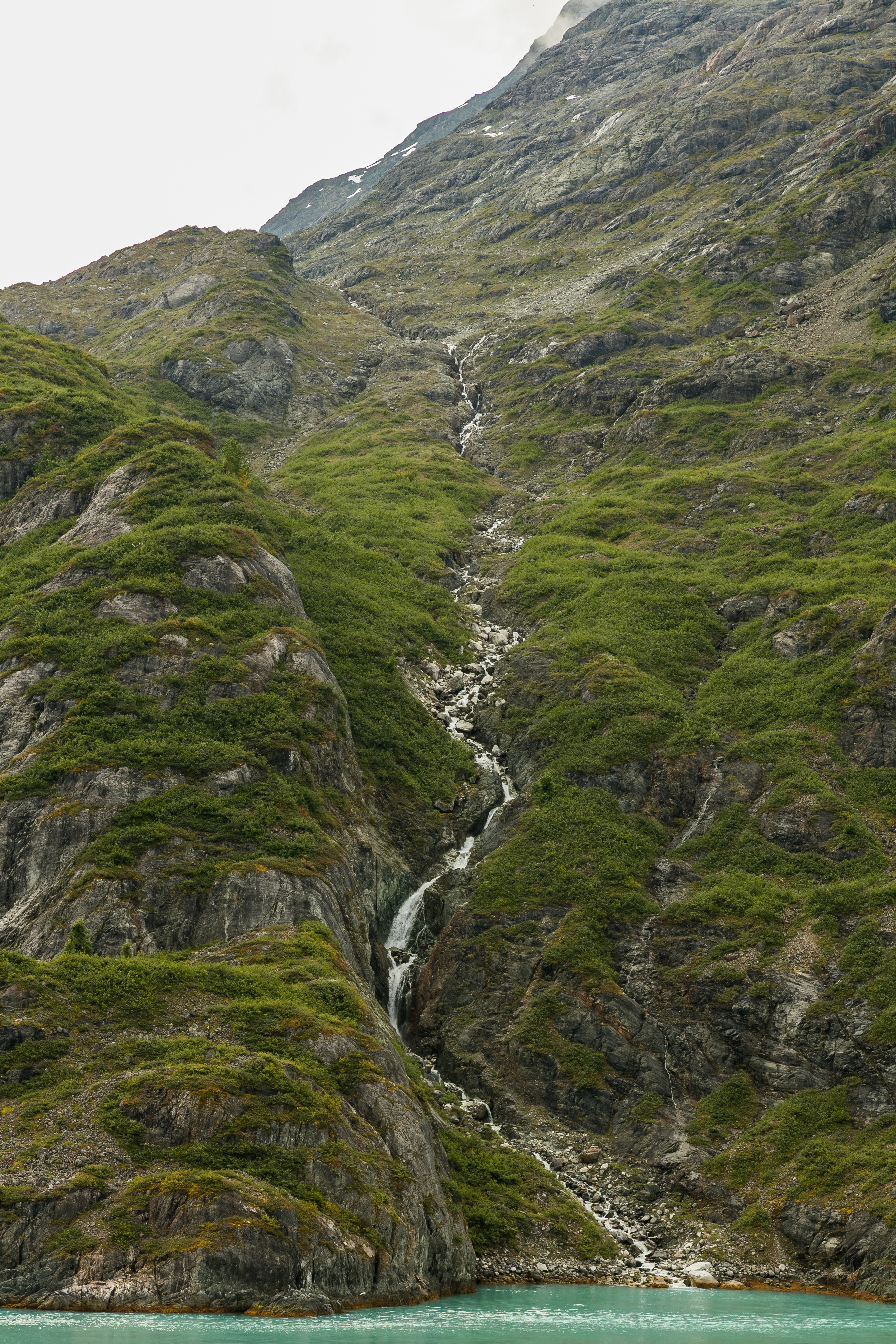
Склоны Глейшер-Бея августе 2017 года

Пять крупных горнодобывающих районов разрабатывались в Рангел-Сент-Элайас во время расцвета добычи полезных ископаемых между 1890-ми и 1960-ми годами. В 1901 году было найдено золото в районе Бремнер и в районе Низина близ Кеннекотта. Большая часть золота из этих областей была россыпным, добываемым путём гидродобычи. Медные самородки были найдены вместе с золотом и, как правило, выбрасывались как неэкономичные, пока в этом районе не улучшилось состояние дорог. Другие золотые месторождения были нанесены в районе Чисана, с небольшой наплывом шахтёров в период с 1913 по 1917 год. В течение 1930-х годов руда добывалась в Набесненском районе.
Главным источником меди было месторождение Кеннекотт рядом с ледником Кенникот. Общий объём производства меди составил более 536 000 тонн и около 100 тонн серебра. После того как халькоцитовая руда была исчерпана, в шахтах работали месторождения малахита и азурита, заложенные в гидротермально изменённом доломите Считается, что медь была растворена в горячей воде, проходящей через богатый медью зелёный камень, а затем повторно осаждена в концентрированном виде в известняке Читистоуна через реакцию с богатыми сульфидами водами в известняке. Был исследован и разведан ряд других участков на южной стороне реки Врангель, и некоторые из них даже производили небольшое количество руды, но ни один из них не эксплуатировался в коммерческих целях. Большие, но низкосортные месторождения никеля и молибдена были исследованы ещё в 1970-х годах..

### Национальный парк и заказник Глейшер-Бей
Глейшер-Бей (англ. Glacier Bay) расположен на юго-восточном побережье Аляски, западнее города Джуно. Президент Калвин Кулидж 25 февраля 1925 года в соответствии с Законом о древностях объявил территорию вокруг ледника залива национальным памятником. В 1978 году президент Джимми Картер расширен национальный памятник на 2,116.5 км², а 2 декабря 1980 года создал Национальный парк Глейшер-Бей. Парк занимает площадь 13,287 км², большая часть которой — заповедные места.
Природа побережья Глейшер-Бей — это ледники, горная гряда со снежными вершинами, покрытые лесами, глубокие фьорды, реки и озера. В парке очень мало дорог, поэтому круизы и самолётные и вертолётные экскурсии — лучший способ его исследовать. Парк открыт круглый год, 24 часа в сутки, но зимой возможности парка минимальны. Из видов отдыха в парке предлагается: рыбалка, хайкинг, скалолазание, рафтинг, прогулки на море на катамаранах и на лодках.
Сто лет назад самым известным ледником был ледник Мьюир 3 км в ширину и 80 м в высоту. Но климат постоянно меняется, и в 1990 году ледник отступил. На сегодняшний день туристы имеют возможность наблюдать ледники Марджери (англ. Margerie), Ламплаф (англ. Lamplugh) и Брейди. Ледники, спускающиеся со снежных гор образуют айсберги. Всего на территории парка 9 ледников и 4 айсберга. В лесах и на побережье водятся медведи, олени, у берега можно увидеть китов.
Климат Глейшер-Бей морской, на него влияют океанические течения. На побережье зима довольно мягкая (-2 +5 °C), а лето — прохладное (+10-15 °C). Апрель, май и июнь — самые сухие месяцы года. В сентябре и октябре выпадает наибольшее количество осадков. В горах температура значительно ниже, зимой выпадает много снега.

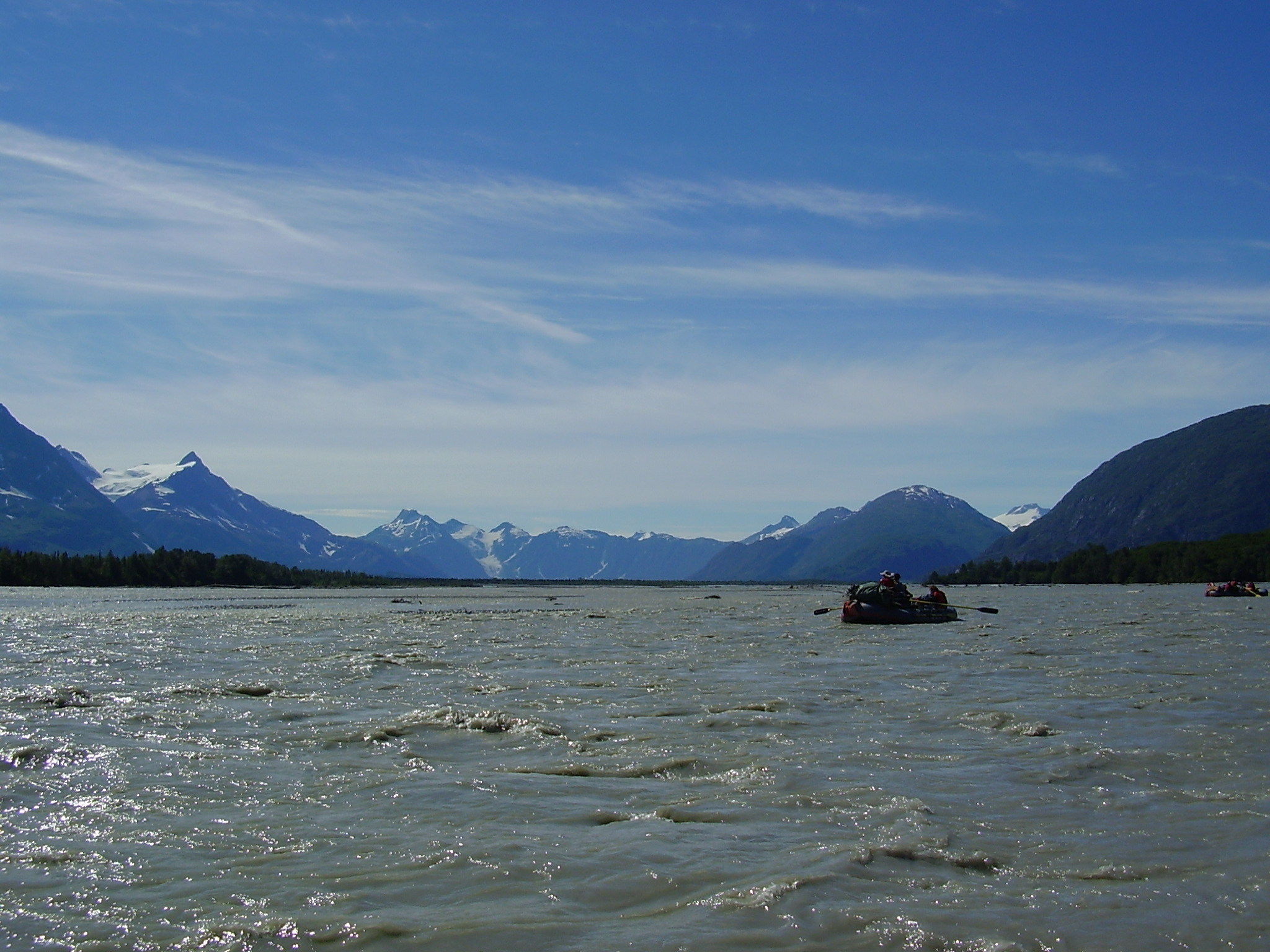
Место слияния рек Алсек и Татшеншини.

### Парк Татшеншини-Алсек
Провинциальный парк Татшеншини-Алсек расположен в Британской Колумбии, Канада. Имеет площадь в 9580 км². Парк был создан в 1993 году после интенсивной кампании, проводившейся канадскими и американскими природоохранными организациями, имевшей целью остановить добычу, разведку и разработку полезных ископаемых в этой области и добиться для неё статуса охраняемой территории, как важного объекта природного наследия со значительным биоразнообразием.
Парк расположен на крайнем северо-западе Британской Колумбии, на границе американского штата Аляска и канадской территории Юкон. Он находится между национальным парком и заповедником Клуане в Юконе и национальными парками и заповедниками Глейшер-Бей и Рангел — Сент-Элайас на Аляске.
На протяжении веков в этом районе жили многочисленные коренные народы, в том числе тлинкиты и южные тутчоне, которые строили рыбацкие деревни вдоль рек. Восточный край парка проходит по древнему торговому маршруту, который использовался чилкатами (тлинкитами) для обмена с тучонами.
В середине XX века внезапное разрушение естественной плотины на реке Алсек вызвало сильное наводнение. Плотина была сформирована продвижением ледника через весь канал реки Алсек; замурованная река образовала большое временное озеро вверх по течению от плотины. Стена воды высотой 7 м и шириной 15 м накрыла всю деревню, убив всех жителей.
Татшеншини-Алсек был одним из последних районов Британской Колумбии, который был нанесён на карту и исследован. В 1960-х годах в этом районе была проведена первая геологическая разведка полезных ископаемых. Значительные залежи меди были обнаружены в районе скалистой горы Ветра, в центре области Татшеншини. В середине 1970-х годов две компании начали сплавляться по рекам Татшеншини и Алсек. В середине 1980-х годов появилось предложение превратить пик Ветреного Крагги в огромный карьер.